# François Louis Poëtevin
François Louis Poëtevin (* 1707 in Bern; † im 18. oder 19. Jahrhundert) war ein Schweizer Romanist, Grammatiker und Lexikograf, der in Eßlingen, Worms und Lausanne wirkte.

## Leben und Werk
Poëtevin war Sprachmeister für Französisch an Gymnasien in Eßlingen und Worms, dann Lehrer („régent“)  am Collège in Lausanne. Sein umfangreiches zweisprachiges Wörterbuch französisch-deutsch und deutsch-französisch von 1754 (erschienen im 1744 gegründeten Verlag Johann Rudolf Im Hof in Basel) trägt mit Stolz den Titel „Schweizer Wörterbuch“ und ist damit in der von den deutschen (weniger von den französischen) Wörterbüchern beherrschten Wörterbuchlandschaft eine Ausnahme, erlebte aber im Unterschied zu seiner Grammatik (von der Goethe in einem Brief vom 13. Oktober 1766 spricht) nur eine weitere Auflage 1783.

## Werke
- (mit Josef Anton von Ehrenreich) Vollkommener Sprach-Trichter oder neue theoretisch-practische frantzösisch-teutsch- und italiänische Grammatica. Le parfait entonnoir des langues ou la nouvelle grammaire française-allemande-italienne. Perfetto imbottatoio delle lingue overo nuova grammatica theorico-prattica, Ludwigsburg 1728, Ulm 1729
  - Theoretisch-practische Grammatica der französisch- und italiänischen Sprache, Leipzig/Frankfurt/Stuttgart 1770
- L’Art de délier la langue par le moien de 52 Dialogues, Eßlingen 1731 (Sachgruppenwörterbuch, Grammatik, Mustertexte)
- Nouvelle et parfaite grammaire françoise et allemande. Neue und vollkommene theoretico-practische Grammatica, Lausanne 1745 (5. Auflage, Biel 1765; Auflagen in Frankfurt am Main und Mainz)
- Essai d’une nouvelle méthode pour enseigner la jeunesse à mettre facilement en usage dans la composition les règles de la syntaxe latine, Lausanne 1748 (374 Seiten;  Ergänzung zur Grammaire latine von Samuel Leresche, Lausanne 1742)
- Le nouveau dictionnaire suisse, françois-allemand et allemand-françois, Basel 1754 (1246+918 Seiten, Verleger war Johann Rudolf Im Hof, der seinen Verlag 1744 gründete), Basel 1783 (4 Bde., 1259+? Seiten)
  - Neues nach der reinesten Red- und Schreibart eingerichtetes deutsch- und französisches Wörterbuch (Titel des deutsch-französischen Teils)